# مارسل رورباک
مارسل رورباک (فرانسوی: Marcel Rohrbach‎; زاده ۸ آوریل ۱۹۳۳ – درگذشته ۱۴ مارس ۲۰۱۲) دوچرخه‌سوار اهل فرانسه بود.